# Cinclodes albiventris
Cinclodes albiventris là một loài chim trong họ Furnariidae.